# Gyergyóhodos
Gyergyóhodos avagy Ditróhodos (románul Hodoșa) falu Romániában, Erdélyben, Hargita megyében. Közigazgatásilag Salamás községhez tartozik.
A falu eredetileg Ditró része volt, a trianoni békeszerződés előtt Csík vármegye Gyergyószentmiklósi járásához tartozott.

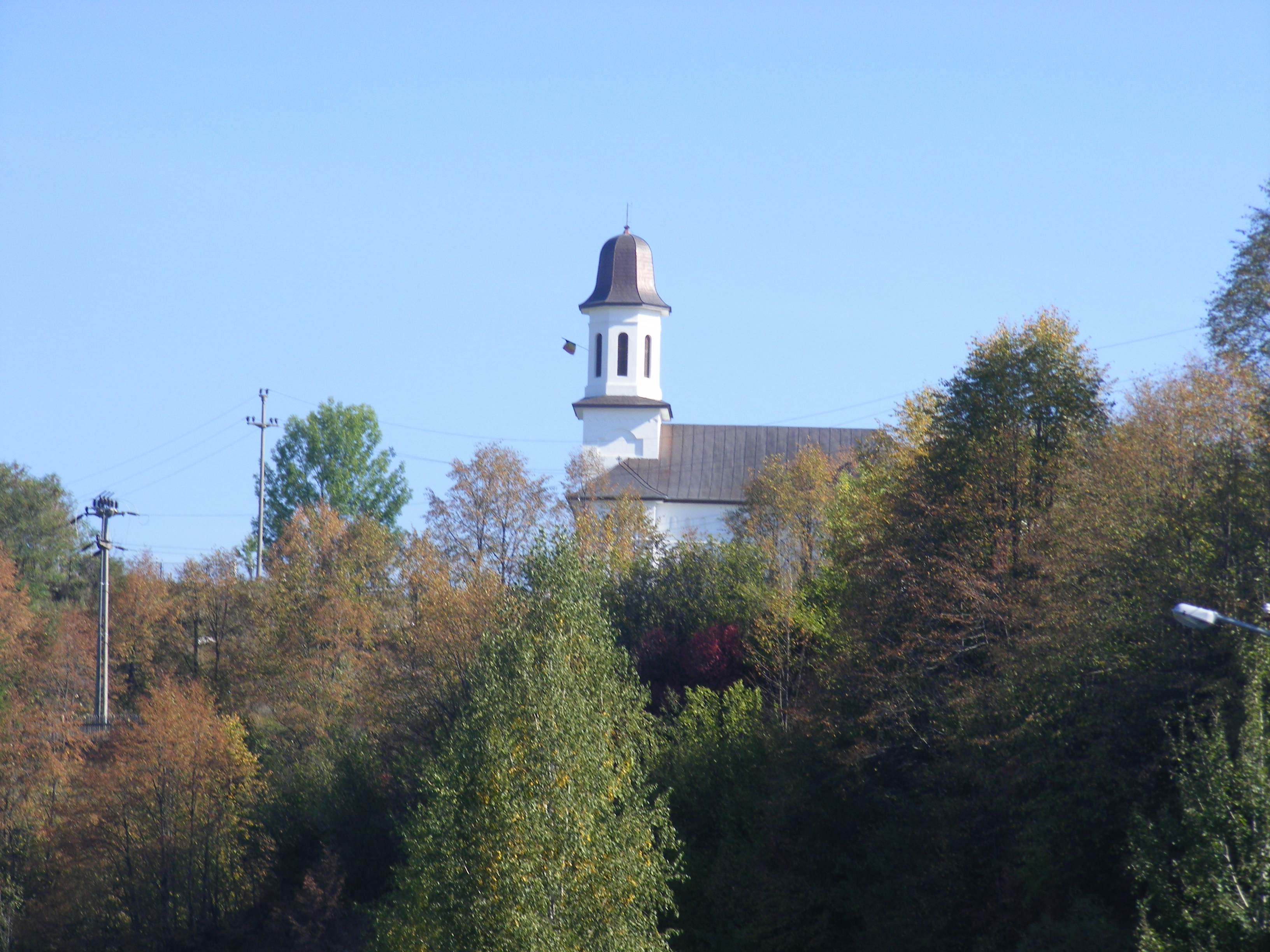
Ortodox templom

## Népesség
A korábban többségében magyarok lakta faluban 1992-ben 1592 fő élt, amiből 998 fő román, 593 magyar és 1 német volt. A lakosság nagyobb része ortodox vallású, de sokan katolikusok, illetve kisebb református közösség is van itt.
A 2002-es népszámláláskor 1551 lakosa közül 1034 fő (66,7%) román, 516 (33,3%) magyar, 1 (0,1%) pedig német volt volt.